# Själaklackarna
Själaklackarna är klippor i Finland.   De ligger i landskapet Nyland, i den södra delen av landet, 80 km öster om huvudstaden Helsingfors.
Terrängen runt Själaklackarna är mycket platt.  Det finns inga samhällen i närheten. 